# A hetedik mennyország (film, 1927)
A hetedik mennyország (eredeti cím: 7th Heaven) 1927-es amerikai fekete-fehér némafilm, romantikus filmdráma, amelyet Frank Borzage rendezett.
A produkciót öt Oscar-díjra jelölték, melyből hármat sikerült megnyernie. A hetedik mennyország a 2,5 millió dolláros bevételével minden idők tizenharmadik legjövedelmezőbb némafilmje lett. 1995-ben az Amerikai Egyesült Államok Nemzeti Filmmegőrzési Bizottsága beválasztotta a filmet a Nemzeti Filmarchívumba.

## A film eredete
A forgatókönyv az 1920-as évek egyik legnépszerűbb Broadway darabján alapult. 1922. október 30-án indult útjára a darab színházi pályafutása, amit 1924 júliusáig 704 alkalommal adtak elő.

## Szereplők
- Janet Gaynor – Diane
- Charles Farrell – Chico
- Ben Bard – Brissac ezredes
- Albert Gran – Boul
- David Butler – Gobin
- Marie Mosquini – Madame Gobin
- Gladys Brockwell – Nana
- Emile Chautard – Chevillon atya

## Díjak és jelölések
- Oscar-díj (1929)
  - díj: legjobb rendező, dráma – Frank Borzage
  - díj: legjobb női főszereplő, dráma – Janet Gaynor
  - díj: legjobb forgatókönyv – Benjamin Glazer
  - jelölés: legjobb film – Fox Film Corporation
  - jelölés: legjobb díszlettervező – Harry Oliver

## Fordítás
Ez a szócikk részben vagy egészben  a   Seventh_Heaven című angol Wikipédia-szócikk fordításán alapul.  Az eredeti cikk szerkesztőit annak laptörténete sorolja fel. Ez a jelzés csupán a megfogalmazás eredetét és a szerzői jogokat jelzi, nem szolgál a cikkben szereplő információk forrásmegjelöléseként.